# Зимина, Тамара Васильевна
Тама́ра Васи́льевна Зимина́ (род. 15 июня 1943, Владивосток) — советская и российская актриса Свердловского государственного академического театра драмы и «Коляда-театра».

## Биография
Родилась 15 июня 1943 года во Владивостоке, отец, военный разведчик, погиб в Великую Отечественную под Ленинградом, и мать, работавшая портнихой, воспитывала её одна. Учась в театральной студии Приморского драмтеатра впервые вышла на сцену в семнадцать лет. Среди педагогов студии был и Н. И. Басин, главный режиссёр театра. После её окончания в 1963 году была принята в труппу, но вскоре предпочла вместе с однокурсником Владимиром Марченко уехать в Нижний Тагил, вслед за Л. Р. Окуневым, любимым педагогом студии.
Работая в Нижнетагильском драмтеатре первый сезон, на неё обратили внимание во время смотра талантливой молодёжи, проводимого Свердловским отделением Всероссийского театрального общества в 1965 году. В комиссию в том числе входили оба режиссёра Свердловского театра драмы — В. С. Битюцкий и А. Л. Соколов, последний и пригласил Тамару Сухонос перейти в их труппу. С 1966 года она и В. Марченко — артисты «театра Соколова». 
Именно в театре драмы в конце 1970-х годов произошло знакомство с Н. В. Колядой, позже вылившееся в их многолетнее сотрудничество. Когда в 1990-х годах Коляда, поменяв актёрскую стезю на драматургическую, стал делать первые шаги в режиссуре, она оказалась с той частью труппы, кто шагнул навстречу новому «неведомому и невиданному экзотическому театральному языку» и порой деспотичным режиссёрским требованиям.
В параллель с драматической сценой вместе с подругой работала манекенщицей в экспериментальном цехе Дома мод. Уже будучи мамой двух сыновей, сохраняя моложавость, нередко играла в театре подростков. Однажды за шутку в популярной у зрителей постановке «Драма из-за лирики» по пьесе Г. Полонского её чуть не выгнали из театра — за «антисоветскую пропаганду»:
Анна Матвеева: Жизненное амплуа Тамары Васильевны — барышня-хулиган, два в одном.
Ксения Ларина: У Тамары Зиминой нет ни званий, ни возраста — у неё глаза восторженного ребёнка, в которых отражается всё, что она захочет…
в день Пасхи в советское время она на сцене играла школьницу, которая должна была предложить учительнице (её играла Умпелева) яблочко. Зимина с чего-то достала из парты крашеное яйцо и на весь зал громко: «Хотите яичко?». Что началось за  кулисами! Какой ор! Скандал был немыслимый. Партбюро собралось.Николай Коляда, «Областная газета» 14 июня 2013
Главный режиссёр А. Л. Соколов не раз гасил «революционный задор» темпераментной артистки, рвущейся выступить на партсобрании с обвинительной речью. Проработав в академическом театре драмы много лет, артистка так и не получила почётного звания, — за своенравность, за слишком непокладистый характер.
С мая 2004 года, с первого дня существования «Коляда-театра» в стационарном помещении является его ведущей актрисой, участвует во всех гастрольных и фестивальных поездках театра по стране и за рубежом (Passages, Осенний фестиваль в Париже). Играла на конкурсных показах на «Золотой маске» в 2010 и 2011 годах в Москве. По сути, для актрисы началась вторая театральная жизнь, давшая возможность сыграть новые большие роли. Сам Н. Коляда неизменно называет её «душой театра».
В 2006 году договор между актрисой и Свердловским театром драмы был прекращён, но ещё не один год её вызывали на разовые роли, в том числе и в новые постановки «Молодого театра» при театре драмы. 
С декабря 2009 года участвует в читках «горячих пьес», а в дальнейшем и во многих постановках екатеринбургского Центра современной драматургии. В 2014 году была членом жюри проекта ЦСД «Драматурги ставят драматургов». Актриса задействована в эскизах спектаклей Центра и в фестивальных показах.
Драматург Ринат Ташимов, работавший в «Коляда-театре» в 2010-х годах, изначально во многих своих пьесах выписывал персонажей в расчёте на исполнение Т. Зиминой.
В октябре 2017 года сыграла на открытии «Театра Новых пьес» Н. Коляды в Москве (спектакли «Старая зайчиха», «Ба»).
Выступает на творческих встречах со зрителями.

### Семья
- отец — Василий Фёдорович Сухонос (? —1943), офицер Красной армии, погиб на фронте[1];
- мать — Клавдия Тихоновна Сухонос (урожд. Сидорова), дочь раскулаченных рязанских крестьян[1];
- первый муж — Владимир Иванович Марченко (1943—2021), артист, в дальнейшем профессор Екатеринбургского театрального института[49];
- второй муж — Юрий Владимирович Махлин (род. 1944), преподаватель пединститута, впоследствии директор театра драмы; родила от него сына — Бориса[50];
- третий муж — Игорь Глебович Зимин (1947—1997), предприниматель, бизнесмен (был дважды судим), полковник внутренней службы[51][комм. 8]; прожила с ним 25 лет, родила второго сына — Германа[50];
Шестеро внуков[3].

## Театральные работы
Свердловский театр драмы
- «А зори здесь тихие…» Б. Васильева — Галя Четвертак
- «Аргонавты» Ю. Эдлиса — Соня
- «Валенсианская вдова» Л. де Вега — Марта
- «Вдовий пароход» по одноимённой повести И. Грековой — Евлампия Захаровна
- «Вишнёвый сад» А. Чехова — Варя
- «Встречи поздние и ранние» В. Пановой — Алёна, дочь Шеметовой
- «Гарольд и Мод» К. Хиггинса и Ж.-К. Каррьера — Мадам Чейзен
- «Гнездо глухар» В. Розова — Коромыслова Ариадна Филипповна
- «Гроза» А. Островского — Варвара / Феклуша
- «Дети солнца» М. Горького — Фима
- «Дорогая Памела» Дж. Патрика — Глория Гулог
- «Драма из-за лирики» Г. Полонского — десятиклассница
- «Загнанная лошадь» Ф. Саган — Корали
- «Затюканный апостол» А. Макаёнка — сестра Малыша
- «Захудалое королевство» Г. Селянина и И. Ционского — Принцесса Маня
- «Канотье» Н. Коляды — Вторая тётка / Женщина с венком
- «Кити и Левин. Сны» по мотивам романа Л. Толстого «Анна Каренина» — Бабушка
- «Красная Шапочка» Е. Шварца — Красная Шапочка
- «Куриная слепота» Н. Коляды
- «Магелланы» А. Галлиева — Илга
- «Месяц в деревне» И. Тургенева — Катя
- «Ночной переполох» М.-Ж. Соважона — Дочь
- «Ночь ошибок» О. Голдсмита — Мисс Нэвилл
- «Корабль дураков» Н. Коляды — Манефа
- «Мещане» М. Горького — Поля, швейка
- «Орфей спускается в ад» Т. Уильямса — Кэрол / Сестрица
- «Остров Мирный» А. Архипова — Светлана
- «Пигмалион» Б. Шоу — Клара
- «Полёт птицы» по пьесе М. Метерлинка «Синяя птица»
- «Приваловские миллионы» Д. Мамина-Сибиряка — Верочка
- «Пятое время года» Н. Павловой — Галка
- «Ромео и Джульетта» У. Шекспира — Хор
- «Русская народная почта» О. Богаева — Клоп
- «Сиреневые крылья счастья» Ф. Саган — Мари
- «Танго» С. Мрожека — Элеонора
- «Традиционный сбор» В. Розова — Инна
- «Три сестры» А. Чехова — Анфиса
- «Уйди-уйди» Н. Коляды — Энгельсина
- «Флорентийская мистерия» по мотивам комедии Н. Макиавелли «Мандрагора» — Сострата

«Коляда-театр»
- «А(й)дол» Е. Перминова — Народ
- «Амиго» Н. Коляды — Софья Карловна
- «Анна Каренина» Л. Толстого — Матрёна
- «Ба» Ю. Тупикиной — Ба
- «Баба Шанель» Н. Коляды — Тамара Ивановна
- «Банка сахара» Т. Сапуриной — Галина
- «Безымянная звезда» М. Себастьяна — мадемуазель Куку
- «Борис Годунов» А. Пушкина — Старуха
- «Букет»  Н. Коляды — Экскурсовод
- «Вишнёвый сад» А. Чехова — Шарлотта Ивановна
- «Всеобъемлюще» Н. Коляды — Нина Сергеевна
- «Горе от ума» А. Грибоедова — Графиня бабушка
- «Двенадцать стульев» И. Ильфа и Е. Петрова — Мадам Петухова
- «Девушка моей мечты» Н. Коляды — Она
- «Детство» М. Горького — Бабушка
- «Дыроватый камень» Н. Коляды — Галина Сергеевна
- «Женитьба» Н. Гоголя — Дуняша
- «Женщина-облако» А. Григорьева — Она
- «Затмение» Н. Коляды — Тощая
- «Зелёный палец» Н. Коляды — Инесса Сергеевна
- «Змея золотая» Н. Коляды — Тётя Люба
- «Иван Фёдорович Шпонька и его тётушка» Н. Коляды по мотивам произведений Н. Гоголя — Василиса Кашпоровна Цупчевська

- «Баба Шанель»,
Москва, 2013
- «Всеобъемлюще»,
Москва, 2013
- «Девушка моей мечты»,
Тверь, 2014
- «Пещерные мамы»,
Москва, 2017

- «Кармен жива!» Н. Коляды — Эльвира
- «Кошка на раскалённой крыше» Т. Уильямса — Большая Ма
- «Край земли русской — конечная» А. Чернятьевой — Баба Нюра
- «Курица» Н. Коляды — Диана Раскольникова
- «Лекарь поневоле» Ж.-Б. Мольера — Тамаринда
- «Мадам Роза» Н. Коляды по мотивам романа Э. Ажара «Вся жизнь впереди» — Мадам Роза
- «Маскарад» М. Лермонтова — Бабочка
- «Мата Хари – Любовь» Н. Коляды — Сидоров
- «Мёртвые души» Н. Гоголя — Коробочка Настасья Петровна
- «Не включай блондинку!» Н. Коляды — Анна Степановна
- «Нежность» Н. Коляды — Она
- «Оптимистическая трагедия» В. Вишневского — Старуха
- «Птица Феникс» Н. Коляды — Роза Ивановна
- «Ревизор» Н. Гоголя — Анна Андреевна
- «Скрипка, бубен и утюг» Н. Коляды — Людмила
- «Старая зайчиха» Н. Коляды — Она
- «Старосветская любовь» Н. Гоголя / Н. Коляды — Пульхерия Ивановна
- «Стеклянный зверинец» Т. Уильямса — Аманда Уингфилд
- «Трамвай „Желание“» Т. Уильямса — Надзирательница
- «Тутанхамон» Н. Коляды — Ольга Ивановна
- «Уроки сердца» И. Васьковской — Мать
- «Фальшивый купон» Е. Бронниковой, Н. Коляды по повести Л. Толстого — Катерина Андреевна
- «Фронтовичка» А. Батуриной — Нина Васильевна Кравчук

Центр современной драматургии
- «Бы» Д. Соколова — Надежда
- «Как Зоя гусей кормила» С. Баженовой — Зоя, около ста лет
- «Пещерные мамы» Р. Ташимова — Баба Маша
- «СашБаш. Свердловск — Ленинград и назад» Я. Пулинович, П. Бородиной — Женщина поэта
- «Фиолетовые облака» А. Четверговой — Луиза Евгеньевна
- «Чайка» А. Чехова — Мировая душа

## Фильмография
- 1968 — Угрюм-река — эпизод (в титрах — Тамара Сухонос)
- 1989 — СВ. Спальный вагон — эпизод
- 1992 — Патриотическая комедия — подруга Зины
- 2004 — К вам пришёл ангел — эпизод
- 2005 — Ужас летящий в ночи (документальный)[53]
- 2007 — Зёрна
- 2014 — Ангелы революции — бабушка Николая
- 2019 — Урок экологии (короткометражный) — эпизод[54]
- 2021 — Второе солнце — Старуха 3
- 2021 — Последняя «Милая Болгария» — тётя Лизет
- 2023 — Русские сны
- 2023 — Рыжий — Маргарита Михайловна, мать Бориса

## Награды
- дипломы Всероссийского смотра спектаклей (1968) — за роль Инны («Традиционный сбор») и Алёны («Встречи поздние и ранние»)[55];
- дипломом Всероссийского фестиваля горьковских спектаклей в Горьком (1968) — за роль Поли («Мещане»)[56];
- премия правления Свердловского отделения СТД РФ «И мастерство, и вдохновение…» фестиваля «Браво! — 2015» (2016)[57][58];
- почётный диплом «Коляда-Plays — 2015» — за яркие работы в Центре современной драматургии[59];
- Специальная премия «Золотая маска» (2024) — за выдающийся вклад в развитие театрального искусства[60][61].

## Отзывы критиков
Кинообозреватель Валерий Кичин выделяет актрису, как «невероятную в глубине и простодушии»,  обеспечивающую своим участием в театральной или кинопостановке подлинность исполняемым ею персонажам.
Наталия Шаинян также на страницах «Российской газеты» отмечает тонко сработанный Зиминой обобщенно-символический образ даже в небольшой роли почти без слов.
Мастерство, отточенное годами, ни на минуту не даёт прерваться актёрскому наполненному существованию, в котором каждый жест ведёт за собой психологическую нюансировку, а интонации богаты и выразительны.
… и сегодня, в солидном возрасте, актриса сохраняет горящий «детский» взгляд, кураж, эксцентрику, завидную лёгкость и заразительную непредсказуемость даже в строго очерченном рисунке роли. Наверное, поэтому единение с взрывной, карнавальной эстетикой Коляды после стольких лет в «театре с колоннами» произошло естественно.Елизавета Авдошина, «Независимая газета» 14 января 2024
«Кошка на раскалённой крыше»
Театральный критик из Перми Илья Губин оценивает работу актрисы в образе Большой Ма как невероятно многослойную и подлинно драматичную, когда у весёлой клоунессы в смешном наряде к концу первого действия происходит слом и начинают подниматься искренние чувства.

Наиболее сильной сценой спектакля становится прощание Большой Ма с Большим Па. В этот момент с образа спадает всё наносное и поверхностное. Тамара Зимина снимает с себя не только парик и толщинку, а, кажется, даже кожу — перед нами ничем не прикрытая человеческая душа.
— Илья Губин, «Петербургский театральный журнал» октябрь 2015
Театральный критик Галина Брандт, знающая актрису ещё по ролям в свердловской драме, соотносит её работы последних лет с душевной работой от богатого и подчас трагического опыта, который выпал Зиминой в жизни как женщине, матери и актрисе. И находит новые работы всё интересней и интересней.
И даже в самых «злых» рецензиях на уральские спектакли исполнение Зиминой признаётся  абсолютно подлинным, а сама актриса получает эпитеты «очень хороша» и даже «фантастическая».
«СашБаш. Свердловск — Ленинград и назад»

Какая счастливая мысль посетила авторов, когда они назначили на роль Женщины — мамы, бабушки, жены, подруги — не привлекательно-молодую актрису, а больше чем семидесятилетнюю к тому времени Зимину! Ведь она сама уже символ, уже не просто мама, бабушка, жена, подруга, и даже не просто актриса, она — Женщина. Какой-то недосягаемый образец непреходящей даже не молодости — юности, радостной открытости всему, а главное — доброты, мудрости, сочувствия, сострадания. То, что делает на сцене Зимина, легко, весело (как они — прямо «здесь и сейчас» — препираются с Ягодиным, когда она увлекается своими рассказами о прошлом!), невозможно просто изобразить — она транслирует что-то, что есть в каждой по-настоящему любящей женщине.
— Галина Брандт, «Петербургский театральный журнал» июнь 2018
Театровед Павел Руднев также находит образы Зиминой «блистательными, соблазнительными, чувственными», ему вторит Н. Шаинян, увидев в женском присутствии в поэтической судьбе «точную дозу мягкости, хулиганства, шарма».
«Змея золотая»
Театральный обозреватель «НГ» Елизавета Авдошина считывает сверхзадачу персонажа камерной пьесы Коляды, при этом её саму наделяет чертами из биографии исполнительницы: 

Тамара Зимина — тётя Люба, подрабатывающая на пенсии мойкой машин в шиномонтажной, аккумулирует всю философию Коляды. Роскошная женщина со сложной судьбой, похоронившая сына, но не потерявшая юмор, веру, жажду и интерес к жизни, именно она мирит и возвращает к разуму молодых героев. Жизнелюбие актрисы — её органика; она выделяется на сцене даже тем, как изящно преподносит свой внешний облик, явно самостоятельно продумывая его вплоть до деталей.
— Елизавета Авдошина, «Независимая газета» июнь 2018

## Комментарии
1. ↑  Сухонос стала Зиминой в середине 1970-х годов, когда вышла замуж за И. Г. Зимина.
2. ↑  «Театр Соколова» — так называли Свердловскую драму, славившуюся своим актёрским ансамблем, подобранным  А. Л. Соколовым с середины 60-х по начало 80-х годов[7][8].
3. ↑  Из интервью Николая Коляды «Газете.Ру» 22 ноября 2011[11]:…я часто настаиваю — скажи, как я сказал. В спектакле «Нежность» Тамаре Зиминой надо было в ответ на вопрос: «Ты поэтому красную шапочку надела?» — ответить: «Шапочку? Не знаю!». И вот эту «шапочку-не-знаю» ей триста раз пришлось произнести, чтобы освоить нужную для вступления музыки интонацию.
4. ↑  Членом КПСС артистка так и не стала; режиссёр В. С. Битюцкий как то сказал артистке: «Ты могла бы её развалить»[17].
5. ↑  В своё время документы на звание были отозваны, — человек, за которым она была замужем, был в местах лишения свободы, что не вписывалось в общепринятые представления об актрисе[18][20][19].
6. ↑  Парижские выступления в 2010 году проходили на сцене театра Одеон[26].
7. ↑  «Зимина — вообще моя муза, я в каждой из своих пьес обязательно пишу для неё роль» — признался Р. Ташимов в одном из интервью[43]. Так и во время московских гастролей «Коляда-театра» в читке «Первого хлеба» Зимина исполняла заглавную роль бабушки Нурии:
илл. 1. «Первый хлеб» в Театральном центре «На Страстном», 30 января 2017 года,
илл. 2. «Первый хлеб» в Театральном центре «На Страстном», 30 января 2017 года.
8. ↑  И. Г. Зимин, директор ТОО «Квадро», возглавлявший в 1990-е одну из криминальных групп города и вовлёкший в неё сыновей, был арестован в июне 1996 года по подозрению в вымогательстве[52].